# ادموند تورز
ادموند تورز (انگلیسی: Edmund Twórz؛ زادهٔ ۱۹۱۴) یک بازیکن فوتبال، و ورزشکار اهل لهستان است.